# 2. Handball-Bundesliga (Frauen) 1988/89
Die 2. Handball-Bundesliga (Frauen) startete auch in der Saison 1988/89 mit einer Nord- und einer Südstaffel.

## Saisonverlauf
Aus der Staffel Nord stiegen der Buxtehuder SV und TuS Alstertal, aus der Staffel Süd TSV Tempelhof-Mariendorf und der TV Neckargartach in die 1. Bundesliga auf.

## Staffel Nord

### Abschlusstabelle
| Pl. | Verein                  | Sp. | S  | U | N  | Tore      | Diff. | Punkte  |
| --- | ----------------------- | --- | -- | - | -- | --------- | ----- | ------- |
| 1.  | Buxtehuder SV           | 18  | 15 | 0 | 3  | 0371:3190 | +52   | 030:60  |
| 2.  | TuS Alstertal (N)       | 18  | 13 | 1 | 4  | 0331:2600 | +71   | 027:90  |
| 3.  | SC Germania List        | 18  | 12 | 2 | 4  | 0315:2740 | +41   | 026:100 |
| 4.  | Olympia Brühl           | 18  | 10 | 1 | 7  | 0307:2890 | +18   | 021:150 |
| 5.  | TH Eilbeck              | 18  | 8  | 2 | 8  | 0304:3070 | −3    | 018:180 |
| 6.  | SV Süd Braunschweig     | 18  | 7  | 2 | 9  | 0311:3090 | +2    | 016:200 |
| 7.  | HSW Humboldt Berlin (N) | 18  | 4  | 4 | 10 | 0304:3380 | −34   | 012:240 |
| 8.  | MSV Duisburg (N)        | 18  | 3  | 6 | 9  | 0268:3210 | −53   | 012:240 |
| 9.  | Holstein Kiel           | 18  | 5  | 0 | 13 | 0315:3150 | ±0    | 010:260 |
| 10. | SC Greven 09            | 18  | 3  | 2 | 13 | 0242:3360 | −94   | 08:280  |

Aufsteiger in die 1. Bundesliga: Buxtehuder SV und TuS Alstertal.

Absteiger aus der 1. Bundesliga: SG Jarplund-Weding-Adelby.

Absteiger in die Regionalligen: HSW Humboldt Berlin (Rückzug) und SC Greven 09.

Aufsteiger aus den Regionalligen: Berliner TSV 1850, Hastedter TSV, SG Dülken,
TuS Walle Bremen und TV Herrentrup.

Änderung: Die Staffel wird auf 12 Vereine aufgestockt.

### Entscheidungen
| (N) | Neuling/Aufsteiger der letzten Saison |

## Staffel Süd

### Abschlusstabelle
| Pl. | Verein                     | Sp. | S  | U | N  | Tore      | Diff. | Punkte  |
| --- | -------------------------- | --- | -- | - | -- | --------- | ----- | ------- |
| 1.  | VfL Neckargartach          | 18  | 15 | 1 | 2  | 0394:2470 | +147  | 031:50  |
| 2.  | TSV Tempelhof-Mariendorf   | 18  | 15 | 0 | 3  | 0365:2950 | +70   | 030:60  |
| 3.  | DJK Würzburg               | 18  | 12 | 0 | 6  | 0368:3060 | +62   | 024:120 |
| 4.  | TV Mainzlar (N)            | 18  | 11 | 2 | 5  | 0351:3170 | +34   | 024:120 |
| 5.  | TSV Rot-Weiß Auerbach      | 18  | 10 | 2 | 6  | 0328:2600 | +68   | 022:140 |
| 6.  | DJK Schwarz-Weiß Wiesbaden | 18  | 5  | 4 | 9  | 0304:3140 | −10   | 014:220 |
| 7.  | DJK Marpingen              | 18  | 5  | 1 | 12 | 0303:3840 | −81   | 011:250 |
| 8.  | VfB Gießen                 | 18  | 4  | 1 | 13 | 0275:3590 | −84   | 09:270  |
| 9.  | TSF Ludwigsfeld            | 18  | 4  | 1 | 13 | 0244:3290 | −85   | 09:270  |
| 10. | TSV Germania Malsch (N)    | 18  | 3  | 0 | 15 | 0220:3410 | −121  | 06:300  |

Aufsteiger in die 1. Bundesliga: TSV Tempelhof-Mariendorf und VfL Neckargartach.

Absteiger aus der 1. Bundesliga: -

Absteiger in die Regionalligen: -

Aufsteiger aus den Regionalligen: HG Regensburg, Reinickendorfer Füchse, SG Kleenheim und SV Allensbach.

Änderung: Die Staffel wird auf 12 Vereine aufgestockt.

### Entscheidungen
| (N) | Neuling/Aufsteiger der letzten Saison |